# 電壓調節模組

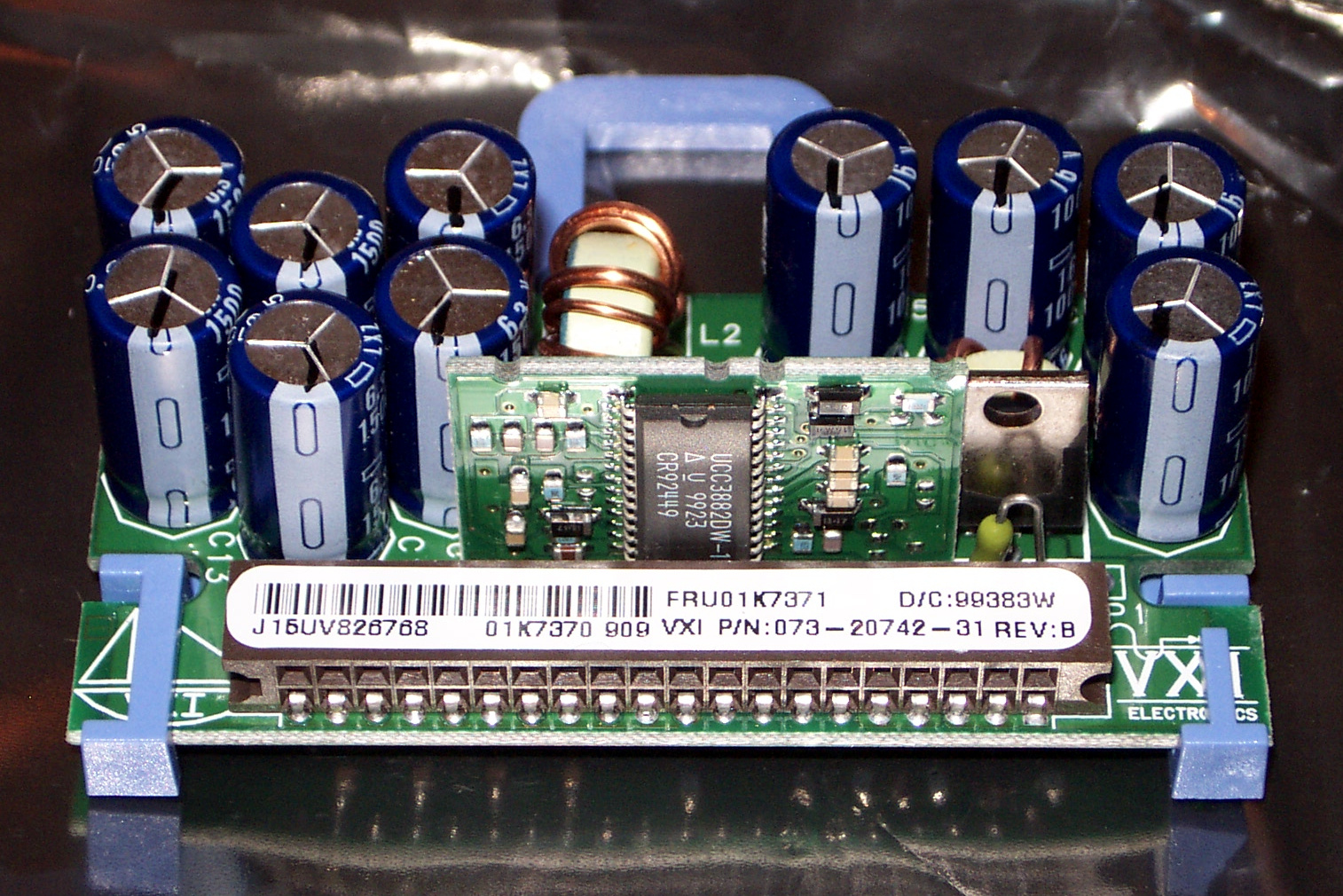
IBM Netfinity伺服器主機板上的VRM

電壓調節模組（英語：Voltage Regulator Module）是為微處理器提供合適供應電壓的一項裝置，它可以直接焊接在主機板上，也可以用模組子卡的方式來安裝，由於它可以變換調節供應電壓，因此可以讓同一片主機板換裝使用不同種供應電壓的處理器。
部分電壓調節器只提供固定的供電電壓給處理器，不過多數的電壓調節器都能感測來自處理器所發出的電壓準位需求。尤其是英特爾公司（Intel）所提出的VRM標準規範就能夠支援這種感測後才適切供應電壓的作法。
在主機板開機時，VRM會去偵測處理器的VID（Voltage IDentificator）接腳，偵測到接腳狀態再依據事先定義好的查核對應表查出VID所表示的需求電壓值，然後再將電壓進行調整，調整到處理器需要的電壓準位，然後供應電壓電源給處理器，之後VRM就與一般電壓調節器所扮演的角色一樣，即是一直持續供電給處理器。

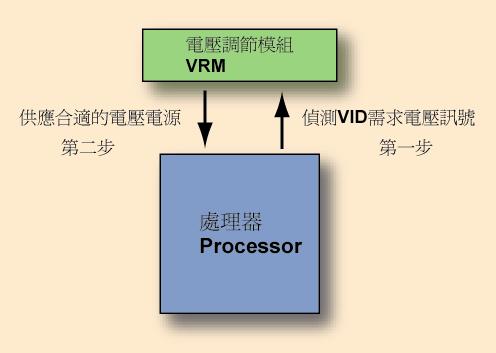
VRM示意圖

## 外部連結
- 對VRM的非技術性解釋 （页面存档备份，存于）（英文）
- 微處理器電源管理（英文）
- 英特爾公司VRM 9.0版標準的直流對直流轉換器（DC-DC Converter）設計指引（PDF檔下載） （页面存档备份，存于）（英文）
- 英特爾公司VRM 10.2L版標準設計指引（PDF檔下載） （页面存档备份，存于）（英文）